# Ceanothus lorenzenii
Ceanothus lorenzenii là một loài thực vật có hoa trong họ Táo. Loài này được (Jeps.) McMinn mô tả khoa học đầu tiên năm 1942.